# Ibiyana
Ibiyāna (in arabo إبيانة‎? è un villaggio sito nel Delta del Nilo, nel Governatorato egiziano di Gharbiyya, che un tempo portava il nome di "Governatorato di Kafr al-Shaykh".
In base al censimento del 2006, i suoi abitanti sono 8585.
È stato il luogo natale del grande patriota egiziano Sa'd Zaghlul.